# Raúl Jiménez
Raúl Alonso Jiménez Rodríguez (ur. 5 maja 1991 w Tepeji) – meksykański piłkarz występujący na pozycji napastnika, reprezentant Meksyku, od 2023 roku zawodnik angielskiego Fulham.

## Kariera klubowa
Jiménez pochodzi z miasta Tepeji i jako pięciolatek zaczął uczęszczać na treningi do szkółki młodzieżowej klubu Cruz Azul, położonej w leżącym nieopodal mieście Jasso. W 1997 wraz z rodziną przeprowadził się do stołecznego miasta Meksyk, gdzie ze względu na lepszy dojazd zapisał się do akademii juniorskiej tamtejszego zespołu Club América, w której spędził kolejne kilkanaście sezonów. Do pierwszej drużyny Amériki został włączony w wielu dwudziestu lat przez szkoleniowca Alfredo Tenę i w meksykańskiej Primera División zadebiutował 9 października 2011 w zremisowanym 1:1 meczu z Morelią. Premierowego gola w najwyższej klasie rozgrywkowej strzelił natomiast 30 października tego samego roku w przegranej 2:3 konfrontacji z Pueblą. Pewne miejsce w wyjściowej jedenastce wywalczył sobie dopiero jesienią 2012, już po przyjściu do klubu trenera Miguela Herrery. W wiosennym sezonie Clausura 2013 zdobył z Américą tytuł mistrza Meksyku, będąc wówczas kluczowym zawodnikiem swojej drużyny i tworząc słynny duet atakujących z Christianem Benítezem. Pół roku później, podczas jesiennych rozgrywek Apertura 2013, zanotował natomiast wicemistrzostwo kraju.
29 listopada 2020 podczas meczu z Arsenalem zderzył się z Davidem Luizem i stracił przytomność. podano mu tlen i zabrano go z murawy na noszach
| Sezon     | Klub                    | Kraj       | Rozgrywki        | Mecze | Bramki |
| --------- | ----------------------- | ---------- | ---------------- | ----- | ------ |
| 2011/2012 | Club América            | Meksyk     | Liga MX          | 18    | 2      |
| 2012/2013 | Club América            | Meksyk     | Liga MX          | 39    | 14     |
| 2013/2014 | Club América            | Meksyk     | Liga MX          | 35    | 16     |
| 2014/2015 | Club América            | Meksyk     | Liga MX          | 4     | 4      |
| 2014/2015 | Atlético Madryt         | Hiszpania  | Primera División | 21    | 1      |
| 2015/2016 | SL Benfica              | Portugalia | Primeira Liga    | 28    | 5      |
| 2016/2017 | SL Benfica              | Portugalia | Primeira Liga    | 19    | 7      |
| 2017/2018 | SL Benfica              | Portugalia | Primeira Liga    | 33    | 6      |
| 2018/2019 | Wolverhampton Wanderers | Anglia     | Premier League   | 38    | 13     |
| 2019/2020 | Wolverhampton Wanderers | Anglia     | Premier League   | 29    | 13     |
| 2020/2021 | Wolverhampton Wanderers | Anglia     | Premier League   | 10    | 4      |

- Stan na 30 listopada 2020

## Kariera reprezentacyjna
W 2012 Jiménez został powołany do reprezentacją Meksyku U-23, prowadzonej przez trenera Luisa Fernando Tenę, na młodzieżowy Turniej w Tulonie. Tam był podstawowym zawodnikiem swojej drużyny i rozegrał w niej wszystkie pięć meczów, zdobywając gola w półfinałowym meczu z Holandią (4:2). Kilka tygodni później znalazł się w ogłoszonym przez Tenę składzie na Igrzyska Olimpijskie w Londynie, gdzie również wystąpił w pięciu spotkaniach, jednak nie mogąc wygrać rywalizacji o miejsce w składzie z Oribe Peraltą w każdym z nich wchodził z ławki rezerwowych, ani razu nie wpisał się również na listę strzelców. Meksykańscy piłkarze zdobyli ostatecznie jedyny złoty medal dla swojego kraju na tej olimpiadzie, po pokonaniu w finale Brazylii (2:1).
W seniorskiej reprezentacji Meksyku Jiménez zadebiutował za kadencji selekcjonera José Manuela de la Torre, 30 stycznia 2013 w zremisowanym 1:1 meczu towarzyskim z Danią. W tym samym roku znalazł się w składzie na Puchar Konfederacji, podczas którego wystąpił we wszystkich trzech spotkaniach, a jego drużyna odpadła ostatecznie z rozgrywek już w fazie grupowej. Kilka tygodni później został powołany na Złoty Puchar CONCACAF, gdzie z kolei pełnił rolę kluczowego gracza zespołu, rozegrał wszystkie pięć meczów od pierwszej do ostatniej minuty, a 11 lipca 2013 w wygranej 2:0 konfrontacji fazy grupowej z Kanadą zdobył swojego premierowego gola w kadrze. Później wpisał się jeszcze na listę strzelców w ćwierćfinale z Trynidadem i Tobago (1:0), zaś Meksykanie, mający w składzie wyłącznie graczy występujących na co dzień na krajowych boiskach, zakończyli swój udział w Złotym Pucharze na półfinale. W późniejszym czasie występował także w eliminacjach do Mistrzostw Świata 2014, gdzie w przedostatnim meczu kwalifikacji z Panamą (2:1) w 85. minucie meczu strzelił zwycięską bramkę po uderzeniu błyskotliwą przewrotką. Gol ten odbił się szerokim echem w piłkarskim świecie ze względu nie tylko na jego urodę, ale też na jego wagę (w praktyce dał kadrze awans na mundial).

## Sukcesy

### Club América
- Mistrzostwo Meksyku: Clausura 2013

### Atlético Madryt
- Superpuchar Hiszpanii: 2014

### SL Benfica
- Mistrzostwo Portugalii: 2015/16, 2016/2017
- Puchar Portugalii: 2016/2017
- Puchar Ligi Portugalskiej: 2015/2016
- Superpuchar Portugalii: 2016, 2017

### Reprezentacyjne
- Złoty Puchar CONCACAF: 2019
- Igrzyska olimpijskie: 2012
- Turniej w Tulonie: 2012

### Indywidualne
- Król strzelców Pucharu Ligi Portugalskiej: 2015/2016
- Piłkarz sezonu w Wolverhampton Wanderers: 2018/2019
- Gol roku CONCACAF: 2013
- Złota Piłka Złotego Pucharu CONCACAF: 2019
- Drużyna turnieju Złotego Pucharu CONCACAF: 2019